# Sarima nigrifacies
Sarima nigrifacies är en insektsart som beskrevs av Jacobi 1944. Sarima nigrifacies ingår i släktet Sarima och familjen sköldstritar. Inga underarter finns listade i Catalogue of Life.